# نرم‌دوزیستان
نرم‌دوزیستان (نام علمی: Lissamphibia) نام یک زیررده از رده دوزیستان است.